# Paederota bonarota
Paederota bonarota är en grobladsväxtart som först beskrevs av Carl von Linné, och fick sitt nu gällande namn av Carl von Linné. Paederota bonarota ingår i släktet Paederota och familjen grobladsväxter. Inga underarter finns listade i Catalogue of Life.

## Bildgalleri

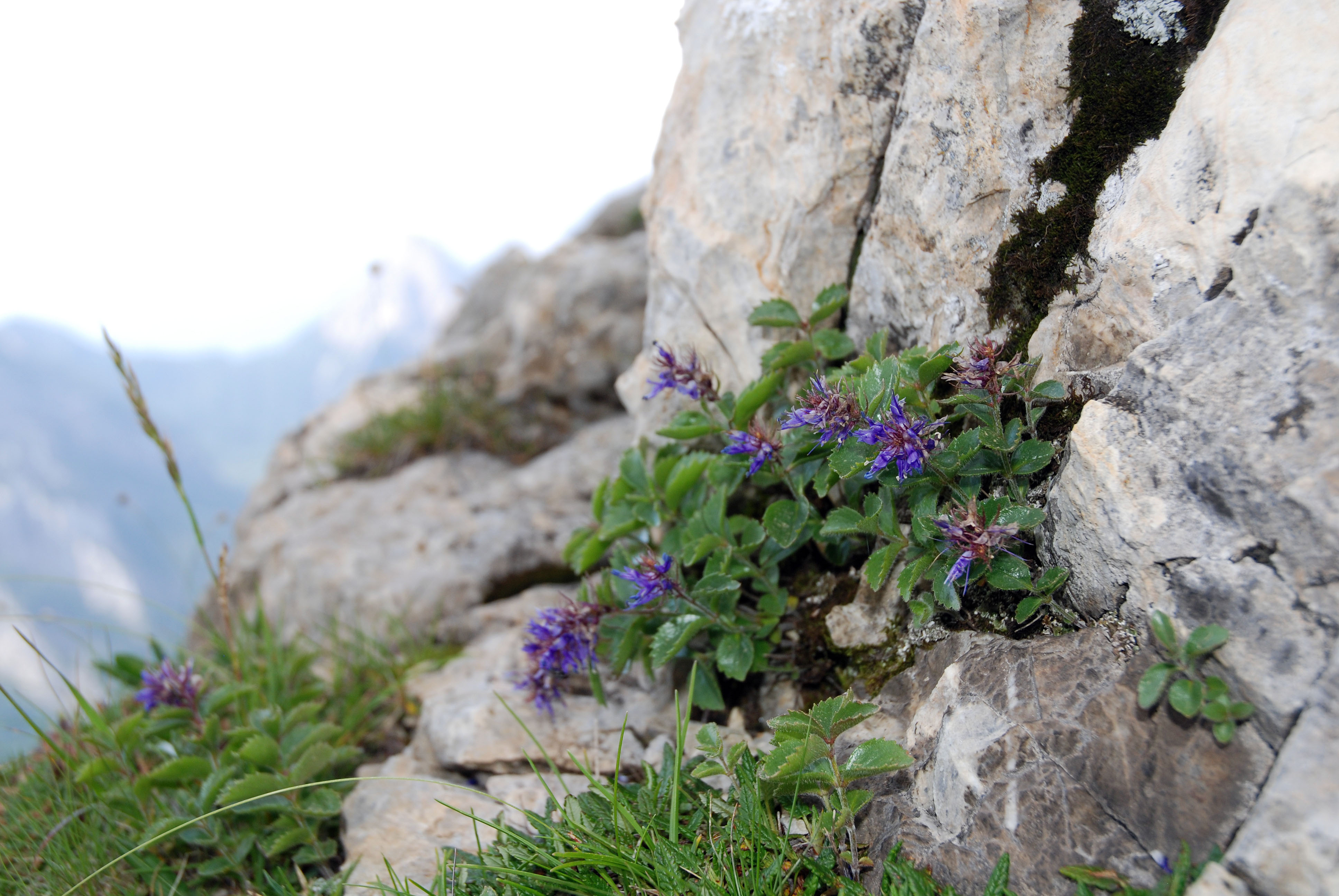
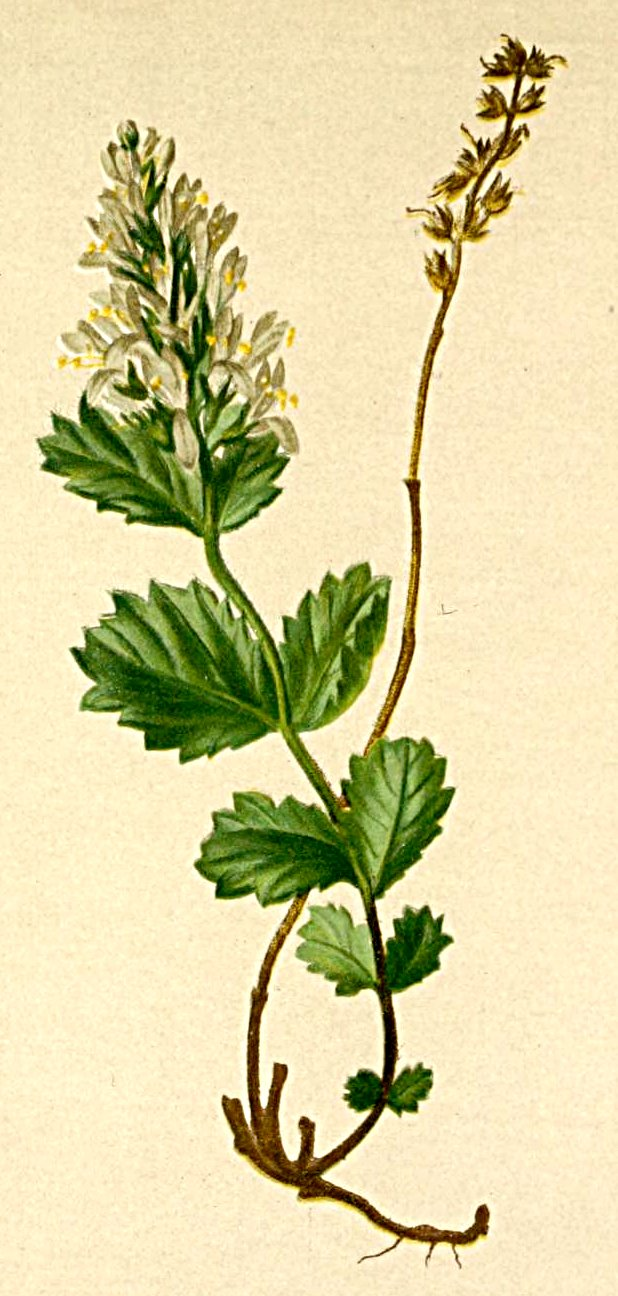